# Liste der Kulturdenkmäler in Blasbach
Die folgende Liste enthält die in der Denkmaltopographie ausgewiesenen Kulturdenkmäler auf dem Gebiet des Ortsteils Blasbach der  Stadt Wetzlar, Lahn-Dill-Kreis, Hessen.
Hinweis: Die Reihenfolge der Denkmäler in dieser Liste orientiert sich an der Anschrift, alternativ ist sie auch nach der Bezeichnung, der vom Landesamt für Denkmalpflege vergebenen Nummer oder der Bauzeit sortierbar.
Kulturdenkmäler werden fortlaufend im Denkmalverzeichnis des Landes Hessen durch das Landesamt für Denkmalpflege Hessen auf Basis des Hessischen Denkmalschutzgesetzes (HDSchG) geführt. Die Schutzwürdigkeit eines Kulturdenkmals hängt nicht von der Eintragung in das Denkmalverzeichnis des Landes Hessen oder der Veröffentlichung in der Denkmaltopographie ab.

| Bild            | Bezeichnung              | Lage                                         | Beschreibung | Bauzeit          | Objekt-Nr. |
| --------------- | ------------------------ | -------------------------------------------- | --- | ---------------- | ---------- |
| Bild gesucht BW |                          | Annagasse 2 LageFlur: 3, Flurstück: 52       | Hofanlage aus einem kleinen, zweigeschossigen Wohnhaus mit steilem Satteldach aus der Mitte des 18. Jahrhunderts und einer Fachwerkscheune. |                  | 25271 DDB  |
| Bild gesucht BW |                          | Bergstraße 11/13 LageFlur: 2, Flurstück: 100 | Großes, zweigeschossiges Fachwerkwohnhaus, vermutlich aus dem frühen 18. Jahrhundert. |                  | 30052 DDB  |
| Bild gesucht BW |                          | Bergstraße 19 LageFlur: 4, Flurstück: 91     | Zweigeschossiges Fachwerkwohnhaus über einem erhöhten, massiven Kellergeschoss aus dem mittleren 18. Jahrhundert. |                  | 25273 DDB  |
| Bild gesucht BW |                          | Bergstraße 20 LageFlur: 3, Flurstück: 57, 58 | Zweigeschossiges Fachwerkwohnhaus, vermutlich aus dem frühen 18. Jahrhundert. |                  | 25274 DDB  |
| Bild gesucht BW |                          | Bergstraße 23 LageFlur: 4, Flurstück: 86     | Zweigeschossiges Fachwerkwohnhaus, vermutlich aus dem 18. Jahrhundert. |                  | 25275 DDB  |
| Bild gesucht BW |                          | Bergstraße 24 LageFlur: 3, Flurstück: 56     | Dreiseitige Hofanlage aus einem zweigeschossigen Fachwerkwohnhaus, vermutlich aus dem frühen 19. Jahrhundert, mit rechtwinkeligem Anbau und einer Scheune. |                  | 25276 DDB  |
| Bild gesucht BW |                          | Bergstraße 31 LageFlur: 4, Flurstück: 8      | Fachwerkgebäude, 1831 über einem Bruchsteinerdgeschoss erstellt. |                  | 25277 DDB  |
| Bild gesucht BW | Gesamtanlage Bergstraße  | Bergstraße Lage                              | |                  | 25284 DDB  |
| weitere Bilder  | Evangelische Pfarrkirche | Hauptstraße LageFlur: 2, Flurstück: 62/5     | Im Lorscher Codex sind erstmals Ort und Kirche genannt. Die frühe Eigenkirche der Herren von Blasbach ging im 13. Jahrhundert an die Grafen von Solms, nach Aufteilung der Solmser Grafschaft 1432 an die Grafen von Solms-Hohensolms über. Eine Kirchweihe erfolgte am 11. November 1712, die Vollendung geschah 1717. | Gotik, 1712–1717 | 25280 DDB  |
| Bild gesucht BW |                          | Hauptstraße 12 LageFlur: 15, Flurstück: 38/2 | Eingeschossiges, massives Wohngebäude, 1913 nach Plänen des Architekten Pröß aus Betzdorf im Heimatstil erbaut. |                  | 25281 DDB  |
| Bild gesucht BW | Erdkeller                | Hauptstraße 22 LageFlur: 2, Flurstück: 66/1  | Ebenerdig von der Straße aus zugänglicher Keller, aus einem tonnengewölbten Raum in Bruchsteinmauerwerk. |                  | 25282 DDB  |
| Bild gesucht BW |                          | Kirchstraße 2 LageFlur: 3, Flurstück: 31     | Kleines Wohnhaus aus ungebrannten Lehmziegeln errichtet und dem 19. Jahrhundert zuzuordnen. |                  | 25283 DDB  |